# Koiluoto
Koiluoto (russisch Койлуото) ist eine geteilte Insel am nördlichen Rand des Finnischen Meerbusens. Das Gebiet der etwa 200 Meter langen Insel ist seit 1945 zwischen Finnland (Gemeinde Virolahti) und der Sowjetunion bzw. Russland (Selesnjowskoje) geteilt.